# Liste des comarques d'Aragon
Les trois provinces de la communauté autonome d'Aragon sont divisées en comarques, niveau administratif comparable aux communautés de communes françaises mais avec des territoires un peu plus étendus, la comarque correspond à une taille intermédiaire entre un canton et un arrondissement français. Le Consejo Comarcal est reconstitué lors de chaque élection municipale en tenant compte du résultat des partis politiques et groupements d'électeurs dans toutes les communes de la comarca.

## Liste des comarques d'Aragon

### Province de Huesca
- Alto Gállego
- Cinca Medio
- Litera/Llitera
- Ribagorce
- Sobrarbe
- Somontano de Barbastro

### Province de Huesca et province de Saragosse
- Bajo Cinca ou Baix Cinca
- Hoya de Huesca ou Plana de Uesca
- Jacetania
- Monegros

### Province de Saragosse
- Aranda
- Bajo Aragón-Caspe
- Campo de Belchite
- Campo de Borja
- Campo de Cariñena
- Campo de Daroca
- Cinco Villas
- Comunidad de Calatayud
- Ribera Alta del Ebro
- Ribera Baja del Ebro
- Tarazona y el Moncayo
- Valdejalón
- Saragosse (comarque)

### Province de Teruel
- Bajo Martín
- Jiloca
- Cuencas Mineras
- Andorra-Sierra de Arcos
- Bajo Aragón
- Comunidad de Teruel
- Maestrazgo
- Sierra de Albarracín
- Gúdar-Javalambre
- Matarraña/Matarranya